# 林田区
林田区（はやしだく）は、兵庫県神戸市にかつて存在した区。同市の区制発足当時の8区の一つであった。現在の西代を除く長田区の大部分、兵庫区南部、須磨区の一部にあたる。

## 歴史
- 1931年（昭和6年）9月1日 - 神戸市での区制の施行により、旧林田村および旧須磨町大字池田の区域に設置。
- 1945年（昭和20年）5月1日 - 行政区の再編により、兵庫運河以東が兵庫区に編入され、以西（ただし常盤町・千歳町・大池町一丁目～四丁目を除く）が須磨区大字西代と合併し長田区が設置される。同日林田区廃止。

## 区域
1944年（昭和19年）時点
- 池田上町
- 池田寺町
- 池田広町
- 池田村
- 一番町1 - 5丁目
- 今和田新田
- 鶯町1 - 3丁目
- 腕塚町1 - 10丁目
- 梅ヶ香町1・2丁目
- 大池町1 - 4丁目
- 大塚町1 - 9丁目
- 大橋町1 - 10丁目
- 大道通1 - 5丁目
- 重池町1・2丁目
- 海運町1 - 9丁目
- 神楽町1 - 6丁目
- 笠松通1 - 10丁目
- 片山町1 - 5丁目
- 上庄通1 - 5丁目
- 苅藻島町1・2丁目
- 苅藻通1 - 8丁目
- 川西通1 - 5丁目
- 北町1 - 3丁目
- 金平町1・2丁目
- 久保町1 - 10丁目
- 源平町
- 高東町1 - 3丁目
- 御所通1 - 4丁目
- 五番町1 - 8丁目
- 駒栄町1 - 4丁目
- 駒ヶ林町1 - 6丁目
- 小松通1 - 6丁目
- 材木町
- 三番町1 - 5丁目
- 鹿松町
- 正慶町
- 庄田町1 - 4丁目
- 菅原通1 - 7丁目
- 大日丘町
- 大丸町1 - 3丁目
- 高松町
- 瀧谷町1・2丁目
- 千歳町1 - 4丁目
- 長者町
- 寺池町1 - 3丁目

| - 遠矢町1・2丁目 - 常盤町1 - 4丁目 - 中庄通1 - 3丁目 - 長田町1 - 9丁目 - 長田天神町1 - 6丁目 - 長田村 - 中村町 - 長楽町1 - 9丁目 - 名倉町1 - 3丁目 - 七番町 - 浪松町2 - 8丁目 - 西尻池町1 - 5丁目 - 西丸山町1 - 3丁目 - 西山町1 - 4丁目 - 二番町1 - 4丁目 - 野田町4 - 9丁目 - 萩乃町1 - 3丁目 - 蓮池町 - 蓮宮通1 - 6丁目 - 花山町1・2丁目 - 浜添通1 - 8丁目 - 浜中町1・2丁目 - 浜山通1 - 6丁目 - 林山町 - 東尻池町1 - 10丁目 - 東尻池村 - 東丸山町 - 檜川町1・2丁目 - 日吉町1 - 6丁目 - 二葉町1 - 10丁目 - 房王寺町1 - 7丁目 - 細田町1 - 7丁目 - 堀切町 - 本庄町1 - 9丁目 - 前原町 - 真野町 - 丸山町1 - 4丁目 - 御蔵通1 - 7丁目 - 御崎町1・2丁目 - 御崎本町1 - 3丁目 - 御崎村 - 三石通1 - 4丁目 - 御船通1 - 5丁目 - 宮川町1 - 9丁目 - 明泉寺町1 - 3丁目 - 明治通1 - 3丁目 - 明和通1 - 4丁目 - 吉田新田 - 吉田町1 - 3丁目 - 四番町1 - 8丁目 - 六番町1 - 8丁目 - 若松町1 - 11丁目 - 和田宮通1 - 8丁目 - 和田山通1・2丁目 |

## 出身・ゆかりのある人物
- 土井たか子 - 衆議院議員[1]
- 八尾善治郎（兵庫運河、駒ヶ林魚類市場各取締役）[2] - 兵庫運河建設に尽力した八尾善四郎の長男。住所が駒ヶ林[2]。